# مارا بيرني
مارا بيرني (بالإيطالية: Mara Berni)‏ هي ممثلة إيطالية، ولدت في 12 يونيو 1932 في Brunate ‏ في إيطاليا.

## وصلات خارجية
- مارا بيرني على موقع IMDb (الإنجليزية)
- مارا بيرني على موقع أول موفي (الإنجليزية)
- مارا بيرني على موقع قاعدة بيانات الأفلام السويدية (السويدية)
- مارا بيرني على موقع قاعدة بيانات الفيلم (الإنجليزية)
- مارا بيرني على موقع كينوبويسك (الروسية)